# Dragan Čadikovski
Dragan Čadikovski, makedonski nogometaš, * 13. januar 1982, Beograd.
Čadikovski večji del svoje kariere igral v slovenski ligi, kjer je igral za klube Celje, Maribor, Rudar Velenje, Olimpija in Koper, od leta 2013 pa je bil član Domžal. V prvi slovenski ligi je skupno odigral 170 tekem in dosegel 50 golov. Igral je tudi v srbski ligi za Partizan, južnokorejski ligi za Incheon United in ruski ligi za Zenit Sankt Peterburg.
Za makedonsko reprezentanco je med letoma 2004 in 2005 odigral osem uradnih tekem.